# 阿洛斯诺
阿洛斯诺，是西班牙安达卢西亚自治区韦尔瓦省的一个市镇。总面积191平方公里，总人口4562人（2001年），人口密度24人/平方公里。